# Västerbergen (Hammarland, Åland)
Västerbergen är kullar i Åland (Finland). De ligger i den västra delen av landskapet, 22 km nordväst om huvudstaden Mariehamn. Västerbergen ligger på ön Fasta Åland.